# Schizoglossum atropurpureum
Schizoglossum atropurpureum är en oleanderväxtart. Schizoglossum atropurpureum ingår i släktet Schizoglossum och familjen oleanderväxter.

## Underarter
Arten delas in i följande underarter:
- S. a. atropurpureum
- S. a. tridentatum
- S. a. virens